# Ludwig Kainzbauer

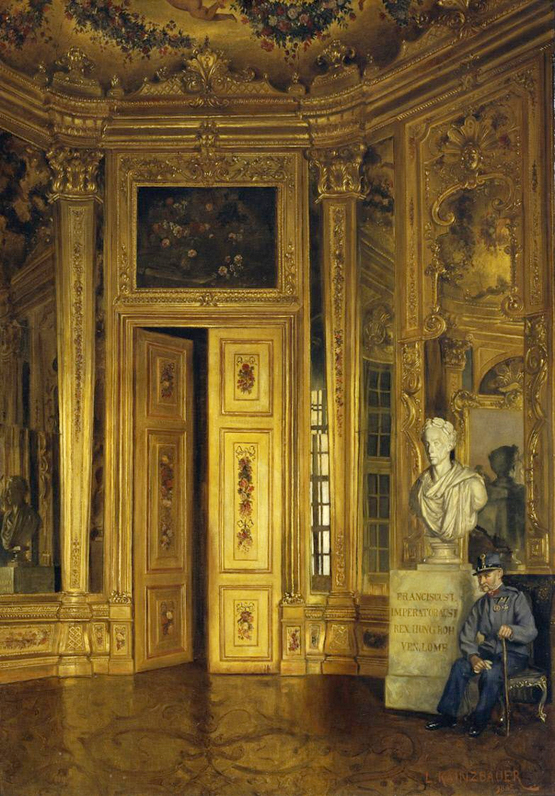
Das Goldkabinett im Oberen Belvedere, 1885

Ludwig Kainzbauer (* 12. Juni 1855 in Graz; † 20. Juli 1913 ebenda) war ein österreichischer Maler und Kunstschriftsteller.
Kainzbauer absolvierte 1870 die Handelsakademie und war danach in der Glashandlung seines Vaters tätig.
Er beschloss jedoch, an der Landschaftlichen Zeichenakademie in Graz zu studieren. Das Studium setzte er von 1879 bis 1881 an der Düsseldorfer Kunstakademie bei Hugo Crola und Heinrich Lauenstein und seit dem 30. April 1881 an der Königlichen Akademie der Künste in München bei Alois Gabl fort.
Er war auch Schüler von Friedrich von Keller. Seit 1884 studierte er an der Akademie der bildenden Künste Wien bei Hans Canon, August Eisenmenger und Christian Griepenkerl.
1886 ließ er sich in Graz nieder. 1897 wurde er dort zum Assistenten, 1902 zum Leiter der Landschaftlichen Zeichenakademie berufen.
Er nahm an den Jahresausstellungen des Vereins bildender Künstler Steiermarks teil.

## Schrift
- Ludwig Kainzbauer: Die Art, Behandlung und Wiederherstellung der Öl-, Tempera- und Freskogemälde sowie Aquarelle, Pastelle, Miniaturen, Hartleben, Wien, Leipzig 1913.